# Wojciech Adamski
Wojciech Zbigniew Adamski (ur. 1950) – polski inżynier urządzeń sanitarnych. Absolwent Politechniki Wrocławskiej. Od 2002r. profesor Wydziału Inżynierii Środowiska Politechniki Wrocławskiej. .